# Laboratorio di esercitazioni sceniche
Il Laboratorio di esercitazioni sceniche è stata una scuola di recitazione fondata a Roma nel 1979 e attiva fino al 1997. I corsi proponevano un percorso formativo di durata biennale. Al termine di ogni biennio ripartiva un nuovo corso.
Nel 1978 Gigi Proietti, insieme a Sandro Merli, suo grande amico, assunse la direzione artistica del Teatro Brancaccio, dopo averlo riaperto e restaurato assieme a Gabriele Lavia. Il teatro fu scelto come sede principale di quello che diventerà il laboratorio di esercitazioni sceniche, una scuola che ha fatto storia, dedicata ai giovani attori con cui, nel corso degli anni, sono state portate in scena diverse opere.
I corsi furono finanziati prima direttamente da Proietti e Mario Bussolino e in seguito dalla Regione Lazio, e il primo dei cinque totali si tenne nel biennio 1979-81.
Le cinque classi hanno avuto come sede teatri diversi e molti docenti nel corso dei vari anni, sotto la guida di un gruppo storico formato, oltre che dai due fondatori, Sandro Merli e Gigi Proietti anche da Annabella Cerliani, Mario Vicari "il micio", Vanna Polverosi, Arnoldo Foà, Alvaro Piccardi e Ugo Gregoretti.
Fra gli allievi di Proietti e del laboratorio molti gli artisti affermatisi in seguito sulla ribalta nazionale, fra cui Enrico Brignano, Gabriele Cirilli, Paola Tiziana Cruciani, Salvatore Marino, Giampiero Ingrassia, Flavio Insinna, Gianfranco Jannuzzo, Rodolfo Laganà, Silvio Vannucci, Pino Quartullo, Francesca Reggiani, Luciano Federico, Nadia Rinaldi,  Chiara Noschese, Paolo Fosso, Augusto Fornari, Valter Lupo, Roberto D'Alessandro, Claudio Pallottini, Sandra Collodel, Laura Cosenza, Patrizia Loreti, Fulvia Lorenzetti, Giorgio Tirabassi, Francesca Nunzi, Vincenzo Diglio, Vittoria Piancastelli, Giovanni Guardiano, Cinzia Berni, Marco Simeoli e Massimo Wertmüller.